# Ерік Фромм
Ерік Фромм (англ. Eric Fromm; нар. 27 червня 1958) — колишній американський тенісист.
Найвищу одиночну позицію світового рейтингу — 46 місце досяг 20 червня 1986, парну — 45 місце — 2 січня 1984 року.
Найвищим досягненням на турнірах Великого шолома був півфінал в парному розряді.

## Фінали за кар'єру

### Одиночний розряд (1 поразка)
| Результат | W/L | Дата     | Турнір    | Покриття | Суперник     | Рахунок  |
| --------- | --- | -------- | --------- | -------- | ------------ | -------- |
| Поразка   | 0–1 | Сер 1982 | Стоу, США | Тверде   | Джей Лепідус | 4–6, 2–6 |

### Парний розряд (9 поразок)
| Результат | W/L | Дата     | Турнір                    | Покриття | Партнер          | Суперники                         | Рахунок       |
| --------- | --- | -------- | ------------------------- | -------- | ---------------- | --------------------------------- | ------------- |
| Поразка   | 0–1 | Чер 1980 | Брюссель, Бельгія         | Ґрунт    | Кері Лідс        | Стів Крулевітс Тьєррі Стево       | 3–6, 5–7      |
| Поразка   | 0–2 | Жов 1980 | Тель-Авів, Ізраїль        | Тверде   | Кері Лідс        | Пер Єртквіст Стів Крулевітс       | 6–7, 3–6      |
| Поразка   | 0–3 | Тра 1981 | Мюнхен, Західна Німеччина | Ґрунт    | Шломо Глікштейн  | Девід Картер (тенісист) Пол Кронк | 3–6, 4–6      |
| Поразка   | 0–4 | Лют 1982 | Каракас, Венесуела        | Тверде   | Кері Лідс        | Стів Мейстер Крейг Віттус         | 7–6, 6–7, 4–6 |
| Поразка   | 0–5 | Сер 1982 | Норт-Конвей, США          | Ґрунт    | Пабло Аррая      | Шервуд Стюарт Ферді Тейган        | 2–6, 6–7      |
| Поразка   | 0–6 | Сер 1982 | Стоу, США                 | Тверде   | Майк Фішбах      | Енді Ендрюс (тенісист) Джон Седрі | 3–6, 4–6      |
| Поразка   | 0–7 | Кві 1983 | Тампа, США                | Килим    | Дрю Джітлін      | Тоні Джаммалва Стів Мейстер       | 6–3, 1–6, 5–7 |
| Поразка   | 0–8 | Лип 1983 | Норт-Конвей, США          | Ґрунт    | Дрю Джітлін      | Марк Едмондсон Шервуд Стюарт      | 6–7, 1–6      |
| Поразка   | 0–9 | Тра 1984 | Мюнхен, Західна Німеччина | Ґрунт    | Флорін Сегирчяну | Борис Бекер Войцех Фібак          | 4–6, 6–4, 1–6 |